# Deutsche Dreiband-Meisterschaft 1953

Veranstaltungsort: Mönchengladbach

Die Deutsche Dreiband-Meisterschaft 1953 (DDM) war die 21. Ausgabe dieser Turnierserie und fand vom 8. bis 12. April in Mönchengladbach, Nordrhein-Westfalen statt.

## Geschichte
Erstmals stieg die Teilnehmerzahl auf elf Spieler an. Ungefährdet errang August Tiedtke seinen 23. deutschen Titel, es war der Zwölfte bei der DDM. Zum vierten Mal spielte er den besten Einzeldurchschnitt (BED) von 1,136 (1947, 1950, 1952), war aber noch weit entfernt von seinem im Jahre 1941 aufgestellten Turnierrekord von 1,315.
Der Letztplatzierte Franz Matuszewski aus Berlin konnte den von Gerd Thielens gestifteten Michael-Bohnen-Wanderpokal, eine nach italienischem Vorbild gefertigte Bronzefigur in Frauengestalt, für die beste Höchstserie (HS) von 8 mit nach Hause nehmen. Diese kam aber nicht mit ihm in Berlin an, da die sowjetischen Grenzsoldaten anscheinend Gefallen an ihm gefunden hatten und ihn einzogen. Und so musste Matuszewski ohne ihn nach Berlin weiterfahren. Ob der Pokal Matuszewski später noch erreichte ist unklar.
Ältester Teilnehmer war mit 68 Jahren Paul Maassen aus Mönchengladbach. Er zeigte ein für sein Alter eher ungewöhnlich gutes Augenmaß, ohne Brille.
Karlheinz Krienen, seit 1952 Präsident des DBB, Chefredakteur der „Deutschen Billard-Zeitung“ und selbst Teilnehmer schrieb im verbandseigenen Organ über die Zukunft von Kunststoffbällen bzw. der Rückkehr der Elfenbeinbälle Folgendes:

„Als Resumee bleibt mir die Feststellung, daß wir, wollen wir außer Tiedtke auf kurz oder lang einen zweiten starken Dreibandspieler herausbringen, zum Elfenbeinball übergehen müssen. Der deutsche Kunstball ist ansonsten so hervorragend, daß ich persönlich ihn für geradezu ideal zur Ausspielung aller anderen Meisterschaften halte. Ausgenommen müssen bleiben Dreiband-, Kunststoß- und vielleicht auch Einbandmeisterschaft. …
Solange wir mit Kunstbällen unsere Dreibandturniere durchführen, werden unsere Spieler niemals imstande sein, sich an den europäischen Leistungsstandard im Dreibandspiel heranzuspielen. Ein Tiedtke spielt sehr oft mit Elfenbein und kann dadurch bei einer internationalen Meisterschaft nie ausfallen. Rudolph, Spielmann und die anderen würden Komplexe bekommen, wenn sie die Ausländer mit größter Selbstverständlichkeit Dessins spielen sähen, die mit Kunstbällen nun einmal nicht zu spielen sind. …
Also im nächsten Jahre erstmals nach dem Kriege mit Elfenbeinbällen!“

## Modus
Es spielte „Jeder gegen Jeden“ (Round Robin) auf 50 Punkte mit Nachstoß. Der dritte Platz wurde nicht ausgespielt.

## Abschlusstabelle
| MP    | Match Points (Sieger = 2; Unentschieden = 1; Verlierer = 0) |
| Pkte. | Erzielte Karambolagen                                       |
| Aufn. | Benötigte Versuche                                          |
| GD    | Generaldurchschnitt                                         |
| BED   | Bester Einzeldurchschnitt eines Spielers                    |
| HS    | Höchstserie                                                 |
|       | Bester GD des Turniers                                      |
|       | Bester ED des Turniers                                      |
|       | Beste HS des Turniers                                       |
|       | 1. Platz (Gold)                                             |
|       | 2. Platz (Silber)                                           |
|       | 3. Platz (Bronze)                                           |

| 1                          | August Tiedtke (Düsseldorf)         | 20:0  | 500 | 581  | 0,806 | 1,136 | 7 |
| 2                          | Ernst Rudolph (Essen)               | 16:4  | 484 | 771  | 0,627 | 0,909 | 7 |
| 3                          | Siegfried Spielmann (Düsseldorf)    | 14:6  | 488 | 872  | 0,559 | 0,694 | 6 |
| 4                          | Willi Schmitz (Düsseldorf)          | 12:8  | 437 | 838  | 0,521 | 0,714 | 6 |
| 5                          | Josef Janzen (Gelsenkirchen)        | 12:8  | 416 | 973  | 0,427 | 0,549 | 6 |
| 6                          | Gerd Thielens (Gelsenkirchen)       | 10:10 | 433 | 922  | 0,469 | 0,561 | 7 |
| 7                          | Paul Maassen (Mönchengladbach)      | 10:10 | 446 | 982  | 0,454 | 0,588 | 5 |
| 8                          | Gert Tiedtke (Koblenz)              | 8:12  | 448 | 914  | 0,490 | 0,574 | 6 |
| 9                          | Karlheinz Krienen (Mönchengladbach) | 4:16  | 414 | 1023 | 0,404 | 0,416 | 7 |
| 10                         | Werner Klerx (Köln)                 | 2:18  | 372 | 890  | 0,417 | 0,427 | 4 |
| 11                         | Franz Matuszewski (Berlin)          | 2:18  | 383 | 956  | 0,400 | 0,568 | 8 |
| Turnierdurchschnitt: 0,495 |                                     |       |     |      |       |       |   |